# Хьюгилл, Джордан
 Джордан Томас Хьюгилл (англ. Jordan Thomas Hugill; 4 июня 1992, Мидлсбро, Англия) — английский футболист, нападающий английского клуба «Ротерем Юнайтед».

## Клубная карьера

### Начало карьеры
Начинал свою карьеру в клубах низших английских дивизионов «Марск Юнайтед», «Сихэм Ред Стар» и «Консетт». В сентябре 2009 года должен был пройти просмотр в «Сандерленде», но получил травму голеностопа.
В августе 2010 года поступил в Академию Гленна Ходдла в Испании, где выступал за аффилированный местный клуб «Херес Индастриал». В декабре 2011 года вернулся в Англию, подписав контракт с клубом «Уитби Таун» (7-й дивизион), однако в первом же матче получил разрыв крестообразных связок колена и выбыл из строя на 10 месяцев. В октябре 2012 года для восстановления физической формы отправился в аренду в клуб «Марск Юнайтед». Параллельно с этим работал барменом в ресторане «Dickens Inn» в родном Мидлсбро.

### «Порт Вейл»
Летом 2013 года Хьюгилл успешно прошёл просмотр и подписал контракт с клубом Лиги Один «Порт Вейл». В сентябре отправился в месячную аренду в клуб Национальной Конференции «Гейтсхед», за который провёл 7 матчей и забил 5 мячей. Вернувшись в «Порт Вейл», 22 октября дебютировал за команду в победном матче против «Кроли Таун» (3:0), а 16 ноября забил первый гол на уровне Лиги Один, отличившись в домашнем поединке против «Шрусбери Таун» (3:1).
По итогам сезона Джордан провёл 24 матча за «Порт Вейл», забив 5 мячей, и был признан «Лучшим молодым игроком клуба». Ему был предложен новый контракт, однако он отказался от предложения.

### «Престон»
19 июня 2014 года Хьюгилл перешёл в «Престон Норт Энд», заключив двухлетний контракт. Сумма сделки осталась нераскрытой. Дебютировал 12 августа в матче 1-го раунда Кубка Лиги против «Рочдейла» (2:0). 26 августа 2014 года забил первый гол за «Престон», отличившись в матче 2-го раунда Кубка Лиги против «Мидлсбро», команды из его родного города.
13 сентября 2014 года в матче чемпионата против «Уолсолла» (1:3) в столкновении с защитником Энди Батлером Джордан заработал красную карточку, а также получил травму колена, которая потребовала хирургического вмешательства. Восстановившись после травмы, в феврале 2015 года нападающий отправился в месячную аренду в клуб Лиги Два «Транмир Роверс». Забив за «роверс» всего 1 гол, через месяц ушёл в аренду в другой клуб Лиги Два — «Хартлпул Юнайтед», где проявил себя более результативно. В мае Хьюгилл вернулся в расположение «Престона» и был в числе запасных в финале плей-офф Лиги Один против «Суиндон Таун» на Уэмбли (4:0).
В сезоне 2015/16 Хьюгилл закрепился в основном составе команды, проведя 32 игры и забив 5 голов. В октябре 2015 года, а затем в сентябре 2016 года он продлевал контракт с «Престоном» на 2,5 года. В январе 2017 года «Ипсвич Таун» cделал предложение по трансферу нападающего в размере £1,5 млн, однако оно было отклонено.
Сезон 2016/17 Джордан закончил с 13 голами в 47 матчах, став лучшим бомбардиром «белоснежных». Сезон 2017/18 он также начал результативно и 29 августа подал заявление о выставлении на трансфер, однако «Престон» отказался продавать футболиста.

### «Вест Хэм»
31 января 2018 года перешёл в «Вест Хэм Юнайтед», заключив контракт на 4,5 года. Сумма трансфера составила около £10 млн. 3 февраля дебютировал в Премьер-лиге в матче против «Брайтон энд Хоув Альбион» (1:3),\. Всего, во второй половине сезона сыграл за «Вест Хэм» лишь 22 минуты в 3 играх.

#### Аренда в «Мидлсбро»
8 августа 2018 года на правах аренды до конца сезона перешёл в «Мидлсбро». Дебютировал 24 августа в домашней встрече против «Вест Бромвич Альбион» (1:0). 28 августа забил первый гол в составе «речников» в матче 2-го раунда Кубка лиги против «Рочдейла» (2:1). 10 ноября отметился дублем в ворота «Уиган Атлетик» (2:0), забив свои первые мячи в чемпионате.

## Достижения
«Престон Норт Энд»
- Победитель плей-офф Лиги 1: 2014/2015

«Норвич Сити»
- Победитель Чемпионшипа: 2018/19, 2020/21